# Harold Muller
Harold Powers Muller (Dunsmuir, 12 giugno 1901 – Berkeley, 17 maggio 1962) è stato un altista statunitense.

## Palmarès

### Olimpiadi
- Argento a Anversa 1920 nel salto in alto.